# Principe di Persia
Il principe di Persia (Prince of Persia nella versione originale) è un titolo dato a un gruppo collettivo di personaggi immaginari della serie di videogiochi Prince of Persia e di un film ad essa ispirato, originariamente dato al protagonista dell'omonimo videogioco creato da Jordan Mechner nel 1989.
Ogni principe appare in un universo quasi del tutto estraneo agli altri, ad eccezione del soprannome. Le uniche caratteristiche comuni ad ogni principe sono le abilità acrobatiche e di spadaccino. In tutte le vicende narrate nelle serie i nomi dei protagonisti non sono mai espliciti al di là del titolo di principe, tranne per il film in cui è conosciuto come principe Dastan.

## I principi di Persia
Sebbene il protagonista di ogni videogioco dell'omonima serie venga indicato come il Principe, esistono in realtà tre diversi personaggi indipendenti, cui si aggiunge l'adattamento cinematografico, considerabile un quarto personaggio.
Il protagonista del primo videogioco, Prince of Persia, è stato progettato dal creatore della serie Jordan Mechner. Lo stesso personaggio si ripresenta nei due seguiti Prince of Persia 2: The Shadow and the Flame e Prince of Persia 3D. Nel 2007 esce un rifacimento del primo titolo, Prince of Persia Classic, che riprende la trama del 1989, pur ispirandosi al game design del titolo Le sabbie del tempo.
Con la seconda serie di giochi (costituita dai titoli Le sabbie del tempo, Spirito guerriero, I due troni e Le sabbie dimenticate) Mechner originariamente suggerì che il gioco fosse un prequel della trilogia originale. Con l'uscita del capitolo Spirito Guerriero, la Ubisoft Montreal ha però dichiarato che la nuova serie sarebbe stata intesa come un'entità separata, perché per i suoi giocatori sarebbe stato improbabile avere familiarità con la trama del gioco originale.
Una terza variante del personaggio appare nel 2008 con il titolo indipendente Prince of Persia. Ben Mattes, produttore del gioco, ha dichiarato:
(Ben Mattes)
Infine il principe dell'adattamento cinematografico Prince of Persia: Le Sabbie del Tempo appare come un'originale rielaborazione del personaggio del videogioco omonimo, da cui tuttavia differisce per molti aspetti.

### Serie classica
Il principe che appare in Prince of Persia ne è il protagonista ed è l'unico personaggio giocabile. Si tratta di un avventuriero proveniente da un paese straniero che non ha mai avuto titoli nobiliari, ma riesce a conquistare il cuore della figlia del Sultano durante un viaggio in Persia. Liberando la principessa dal malvagio visir Jaffar, l'avventuriero ne ottiene la mano e di conseguenza il titolo di principe. In questo titolo il principe è biondo e indossa un abito bianco senza maniche (in versioni del gioco rilasciate successivamente indosserà anche un turbante come nei capitoli successivi). Tuttavia, nel rifacimento Prince of Persia Classic, il principe e tutti gli altri personaggi diventano fisicamente e nell'abbigliamento identici a come erano in le Sabbie del Tempo sebbene il gioco sia pressoché identico al primo della serie.
Nel sequel del 1993, Prince of Persia 2: The Shadow and the Flame, il principe torna protagonista. In questo capitolo se ne conosce in parte il passato, rivelatogli da una misteriosa donna (che si scoprirà essere la madre) che gli appare in sogno: egli è il figlio del re di un antico regno, di cui è anche l'unico superstite. In questo titolo il principe mantiene i pantaloni bianchi ma indossa una casacca smanicata rossa e un turbante blu.
In Prince of Persia 3D, il principe è ancora il personaggio protagonista. In questo capitolo del principe non si approfondisce molto, se non il rapporto con la principessa, messa in pericolo da Assan, fratello minore del Sultano che la vorrebbe sposa al di lei cugino Rugnor. La possibilità della terza dimensione però permette di migliorarne le qualità atletiche, cosicché in Prince of Persia 3D il principe sia in grado di compiere grandi salti, arrampicarsi sulle corde, nuotare ecc. In questo titolo quindi anche l'abito è più complesso: indossa ancora un turbante, in più porta sulla schiena la spada e ha la possibilità di un inventario in cui tenere diversi oggetti raccolti nel corso del gioco. Inoltre la grafica più dettagliata permette anche una maggiore quantità di particolari anatomici, come ad esempio per il volto, più scuro che nel primo titolo, e la maggiore visibilità degli occhi, in questo titolo scuri.

### Saga delle "Sabbie del Tempo"
Un principe diverso appare come il protagonista della serie Le Sabbie del Tempo, che costituisce una nuova partenza per la saga. Il personaggio viene approfondito in quattro titoli da cui se ne ricava una ricca biografia. Verosimilmente le sue avventure si svolgono nel VII secolo.
Il Principe è il figlio minore di Shahraman e di Mehri, re e regina di Persia, e in quanto tale è nobile di nascita e di titolo. Nato a Babilonia e cresciuto prevalentemente con il fratello Malik e addestrato dal capo delle milizie, il generale Darius, diventa presto un grande atleta e abile spadaccino. In debito di coscienza con suo padre per questo, egli iniziò a cercare un modo per ripagarlo, per conferire a lui e a sé stesso onore e gloria.
Ne Le Sabbie del Tempo avviene la prima battaglia in India, per poi continuare nella città di Azad. Qui il principe è ancora un immaturo avventuriero, desideroso di ricoprirsi di onore e gloria, e solo grazie all'aiuto della bella principessa Farah capisce che onore, gloria, potere sono parole vuote se le persone care non esistono più. In questo capitolo il principe è molto agile a differenza dei titoli precedenti, come camminare (seppur brevemente) sulle pareti, capacità che lo caratterizza anche nei titoli successivi. Diversamente dai titoli precedenti ha un pizzetto, i capelli scuri e gli occhi azzurri, così come azzurro è il suo abito in tenuta militare. Nel corso del gioco cambierà d'abito frequentemente spogliandosi o fasciando le ferite, così come cambierà diverse volte la spada, sempre tenuta al fianco legata alla cintura.
Ne Le Sabbie Dimenticate, ambientato nei sette anni che passano tra il primo e il secondo gioco, mostra di essere maturato rispetto agli avvenimenti del primo capitolo e di aver acquisito una capacità di giudizio superiore a quella del fratello Malik, presso cui si è recato per apprendere le arti militari e del governo. L'avventura delle Sabbie del Tempo lo ha anche reso diffidente nei confronti della magia e di tutto ciò che la riguarda. Lo sviluppo delle tecniche grafiche ha permesso un'elevata resa dell'aspetto del principe. Ancora con capelli scuri e occhi azzurri, l'abito è direttamente ispirato al capitolo Spirito Guerriero.
In un titolo uscito nel 2005 per Nintendo DS, Battles of Prince of Persia, il principe appare ancora immaturo ed egoista. Nel periodo compreso tra Le Sabbie del Tempo e Spirito Guerriero, rientrando a Babilonia, il principe conosce per la prima volta il Dahaka, misteriosa creatura che appare improvvisamente durante un suo allenamento col generale Darius e intenzionata a ucciderlo per aver alterato il flusso del tempo. Per trovare il modo di difendersi dalla creatura riesce inizialmente a scatenare un conflitto tra Persia e India, che causa la morte della madre, e in seguito alla loro liberazione involontaria causa l'ingresso nel conflitto dei Deva, potenti creature che solo con un comune sforzo combinato tra indiani e persiani e l'aiuto della Deva Sindra, contraria alla guerra, si potranno imprigionare di nuovo; così facendo però il Dahaka continuerà a inseguirlo.
Le vicende successive sono narrate in Prince of Persia: Spirito guerriero, uscito nel 2004 e primo sequel ufficiale de Le Sabbie del Tempo. Sette anni dopo gli eventi di Azad e immediatamente dopo le vicende della Scatola dei Diecimila Prigionieri, il principe è ancora inseguito dalla bestia chiamata Dahaka. Dopo anni di fuga e vagabondaggio il principe è in continua lotta per la sopravvivenza e pur di riuscirci è disposto ancora a cambiare il flusso del tempo. La conoscenza di Kaileena, l'affascinante Imperatrice delle Sabbie del Tempo, lo spingerà a lottare per qualcos'altro oltre che per sé stesso. Sconfitto il Dahaka il principe può tornare finalmente libero a Babilonia, la sua terra. In questo titolo il principe appare molto più cupo rispetto agli altri capitoli, trascurato e abbigliato con una armatura in cuoio sulla cui pettorina è legato il medaglione di Farah. Per la prima volta il principe può rubare le armi dell'avversario, lanciarle e prenderne di nuove. La tipologia di armi usate poi è molto ampia: il principe può usare asce, lance, spade, pugnali ecc. Questa versione del principe è stata tra le più disprezzate dalla critica, considerato la caricatura di un emo arrabbiato, al punto che in nessun modo si possa prendere sul serio.
Finalmente libero il principe rientra in patria accompagnato da Kaileena ne Prince of Persia: I due troni. Ormai convinto che tutti i suoi problemi siano stati risolti decide di rinunciare al medaglione, buttandolo nell'acqua del fiume. Una volta tornato a casa però dovrà fare i conti nuovamente con i pericoli nati a causa del suo egoismo: Babilonia è sotto assedio, la sua gente è prigioniera del nemico, il padre è morto e la stessa Kaileena viene uccisa sotto i suoi occhi. In questo capitolo riuscirà finalmente a confrontarsi con sé stesso - il suo lato oscuro, violento ed egoista - e ad accettare le conseguenze delle sue stesse azioni. Solo dopo il confronto con la sua metà oscura il principe potrà dirsi finalmente libero. In questo titolo, come per il primo, il principe cambia spesso d'abito, anche a seguito delle trasformazioni nel Principe Oscuro. Molto agile, in questo capitolo è in grado di sfruttare le armi dell'avversario come nel precedente titolo Spirito Guerriero, e inoltre con il cosiddetto attacco silenzioso è in grado di uccidere i nemici senza farsi notare.
Ne Le sabbie dimenticate versione Nintendo DS, il Principe viene rapito da un culto che lo porta in un antico tempio a Delhi, in India, e usa la sua spada, che ospita la regina Djinn Razia (comparsa già come coprotagonista ne Le sabbie dimenticate versione ps3 e xbox360), per ottenere da lui un sacrificio di sangue. Utilizzando il sangue reale del principe e i poteri delle sabbie di Razia, il culto libera una forza malvagia bloccata nel tempio, cancellando la memoria del Principe e rubando i poteri di Razia nel processo. Il tempio crolla, il male viene liberato, e il Principe cade in un pozzo. Nel fondo, lo spirito di Razia conduce il principe per la sua arma (ovvero la spada Djinn utilizzata per uccidere Ratash), e gli dice che è stato rapito e la cerimonia avvenuta è la ragione per cui non ricorda nulla; lo informa inoltre che lui è un principe, e che lui e Razia sono amici di lunga data. Pur stentando a credere a tutto il racconto, il Principe decide infine di seguire le sue istruzioni con cautela, in quanto non si ricorda nulla di se stesso. I due fuggono dal fondo del tempio crollato e Razia afferma che il loro compito è dare la caccia e uccidere i tre membri della setta che lo ha rapito, tramutatisi però in giganteschi mostri di sabbia dopo aver rubato i ricordi del principe e i poteri delle sabbie di Razia durante la cerimonia. Il Principe e Razia viaggiano per tutta l'India per dare la caccia e uccidere i tre cultisti. Compiuta l'impresa e ripristinati i poteri e i ricordi del Principe, i due danno poi la caccia al leader risorto del culto, che sta lentamente conquistando il mondo, a cominciare da Babilonia. I due riescono a ucciderlo, ma a costo della vita di Razia; il principe getta la spada in cui risiedeva Razia dalla cima della torre di Babilonia, che poco dopo si dissolve nella sabbia del deserto.
Grazie alla sua formazione, ma anche grazie al suo carattere indomito, il Principe dimostra di possedere delle abilità atletiche fuori dal comune.
Oltre a sapersi muovere molto velocemente e a saper saltare più lontano del normale, il Principe sa infatti persino correre, in altezza o in lunghezza, su delle pareti verticali, e inoltre è in grado di eseguire spericolate acrobazie. È specializzato nel combattimento all'arma bianca, con un'innovativa tecnica di scherma che combina una grande abilità atletica, fatta di prontezza di riflessi e di movimenti veloci ma decisi, a una notevole eleganza atta a sorprendere i malcapitati nemici. Tra le sue tecniche principali c'è un attacco speciale eseguito usando il nemico come trampolino per eseguire un volteggio sopra di lui e colpirlo mortalmente. Un'altra specialità del Principe è quella di utilizzare un muro come "rampa di lancio", per gettarsi con furia sui suoi nemici.

#### Alter Ego
Durante le sue avventure il Principe è stato spesso costretto ad abbandonare il suo aspetto per diventare una creatura differente.

##### Spettro delle sabbie
In Spirito Guerriero il Principe è costretto a tornare indietro nel tempo per rimediare all'errore di aver ucciso l'Imperatrice delle Sabbie, e può farlo grazie a un antico artefatto denominato Maschera dello Spettro: esso gli consente di creare un suo "doppio" in grado di ripercorrere i suoi passi e impedire lo svolgimento delle sue azioni, ma il prezzo da pagare trasformarsi nello Spettro delle Sabbie, una mostruosa creatura umanoide dall'aspetto simile a una mummia nera. Il corpo e la mente rimangono quelli del Principe, ma poiché la creatura è formata dalle Sabbie del Tempo può disporre di esse in quantità illimitata; la sua salute però diminuisce gradualmente e deve bere dell'acqua per rigenerarla. Il Principe può ritornare al suo abituale aspetto solo una volta raggiunta la Sala del Trono, e facendo morire il Principe del passato al suo posto. 

##### Principe Oscuro
Quando ne I Due Troni Zervan uccide Kaileena a Babilonia, tutti gli abitanti del luogo furono infettati dalle Sabbie del Tempo; anche il Principe fu esposto all'infezione, ma avendo recuperato all'ultimo momento il magico Pugnale, riesce a evitare una trasformazione completa. Ciò ha tuttavia come risultato la nascita di un Principe Oscuro (Dark Prince), per metà umano e per metà creatura di sabbia. L'aspetto del Principe Oscuro è simile a quello di un demone: pur mantenendo la corporatura del Principe ha la pelle verde acqua, gli occhi fiammeggianti e i capelli simili a una nube di fumo; il suo petto è attraversato da cicatrici dorate e al braccio sinistro ha legata una catena che è in grado di usare per combattere o tirare a sé oggetti. In realtà è più corretto dire che si trattasse della personalità nascosta del Principe, quella malvagia e crudele che durante la sua avventura nell'Isola del Tempo era venuta fuori: adesso, però, essa ha una mente propria e può disporre delle abilità del Principe a suo piacimento, con abilità di combattimento diverse, meno eleganti e più mortali. Sfruttando un corpo non suo, il Principe Oscuro consuma la sua salute gradualmente, ma può recuperarla completamente raccogliendo le Sabbie del Tempo di cui si alimenta.
Essendo una creatura corrotta, il Principe Oscuro non sopporta il contatto con l'acqua: in quel caso è costretto ad abbandonare il corpo del Principe, che torna così a essere sé stesso. Il Principe Oscuro continua a esistere in seguito alla sconfitta di Zervan, ma viene messa a tacere quando il Principe, davanti al corpo di suo padre, accetta le proprie colpe e decide di porre fine alle altrui sofferenze da lui stesso causate; dopo la sconfitta del Visir, il Principe Oscuro si ripresenta come entità a sé stante, e il Principe deve affrontarlo una volta per tutte in una battaglia nella sua mente. Con l'aiuto di Farah comprende finalmente che solo accettando la sua metà oscura sarebbe riuscito a farlo scomparire una volta per tutte, mentre combatterlo in preda all'ira lo avrebbe solo reso più forte.

#### "Prince of Persia: Le sabbie dimenticate" edizione per Wii
Come specificato dagli autori del gioco per la piattaforma Wii, il principe visto nel titolo omonimo all'intraquel della serie delle Sabbie del Tempo è esclusivo: la storia, le ambientazioni, il sistema di gioco, il personaggio, i poteri e le abilità sono caratteristiche uniche di questo titolo, realizzato appositamente per soddisfare i giocatori della piattaforma suddetta.

### Saga di Ahriman
In questa vicenda il Principe è rappresentato come un vagabondo che cercando la sua asina Farah (riferimento alla coprotagonista delle Sabbie del Tempo) incontra Elika, principessa di un piccolo regno persiano devastato dal malvagio dio Ahriman.
Nel primo titolo, Prince of Persia, si crea un nuovo personaggio, che vuole in un qualche modo citare i precedenti giochi, ma dichiarandosi ad essi totalmente distaccato. Qui piuttosto rievoca il principe del secondo titolo della serie classica, The Shadow and the Flame, orfano e proveniente da un regno devastato da una orribile guerra di cui è l'unico superstite. Solo e senza méta, va in giro vivendo alla giornata, rubando o saccheggiando tombe. Occhi azzurri e capelli scuri sono un'eredità del principe della serie delle sabbie del tempo, ma gli abiti e le armi tradiscono un diverso carattere anche nella tipologia di combattimento, inoltre la presenza di un guanto d'arme gli permette particolari acrobazie che gli altri principi non erano in grado di effettuare.
Nell'espansione Prince of Persia: Epilogue il personaggio si confronta con Elika, la quale gli rinfaccia come per il suo egoismo abbia messo in pericolo il mondo intero. Tuttavia egli giustifica il gesto compiuto - resuscitare Elika liberando così Ahriman - sostenendo che il dio oscuro voleva la fanciulla morta, poiché ella avrebbe potuto sconfiggerlo definitivamente.
L'ultimo titolo della serie è apparso per Nintendo DS, dal titolo Prince of Persia: The Fallen King. In questo capitolo il protagonista è ancora il principe, che si fonderà con il coprotagonista, il Magio Zal, acquisendone i poteri per liberare il re della città di New Dawn dalla sua metà oscura, affinché egli possa invocare Ormazd per sconfiggere Ahriman.
Questa versione del principe è stata duramente criticata e definita una sorta di giovanotto immaturo e arrogante che spara battute patetiche, vestito come uno scarto di Final Fantasy, brutalmente interrogato dalla compagna mentre rifiuta di divulgare qualsiasi informazione importante su di sé..

### Saga di Sargon
Il gioco Prince of Persia: The Lost Crown, presentato nel 2024 come reboot della serie, vede come protagonista giocabile il giovane guerriero Sargon, membro degli Immortali e difensore della Persia. Questo personaggio non è il Principe di Persia, pur ereditandone le mosse; il focus narrativo di questo episodio, tuttavia, è il rapimento dell'erede al trono di Persia, Ghassan.

### Film

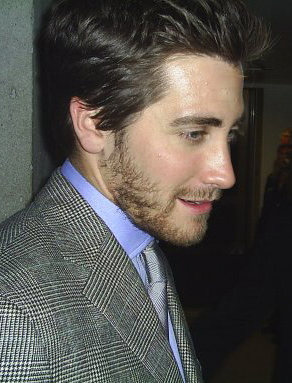
Jake Gyllenhaal, l'interprete del principe nel film

Nel film Prince of Persia - Le sabbie del tempo il Principe ha un nome, Dastan, ed è un orfano cresciuto nelle sale del palazzo reale a seguito di una sua dimostrazione di nobili valori e virtù. Ha due fratellastri, Tus e Garsiv entrambi figli di Sharaman, il re di Persia che lo ha adottato, e uno zio, Nizam, interessato ai segreti nascosti nella città santa di Alamut. L'aspetto fisico, interpretato da Jake Gyllenhaal, ricorda il protagonista del titolo Spirito Guerriero, come l'uso di due lame simultaneamente.
Il 2 marzo 2009 Jordan Mechner (creatore della serie) ha pubblicato questo annuncio sul suo blog ufficiale:
Il nome, che significa "Imbroglione", è ricavato dallo Shahnameh e fu un appellativo appartenuto a una figura semi-leggendaria, un archetipo definito eroe dalle mille facce, di nome Zal (anche tale nome viene ripreso nella serie di Ahriman). Con una diversa pronuncia significa anche Storia, in particolare nell'Asia centrale indica una storia in cui un individuo protegge la sua tribù o il suo popolo da un nemico o un invasore esterno.

## Altri media
Il personaggio inoltre è apparso in altri media, molti non ufficiali come espansioni di gioco o altre versioni della serie classica non autorizzate, tra le versioni ufficiali è uscito nel 2007 Prince of Persia: The graphic novel, edito da First Second Books che tratta una storia indipendente di un Principe di Persia, scritto da A. B. Sina e disegnato da LeUyen Pham e Alex Puvilland, sotto la supervisione dal creatore del gioco Jordan Mechner. Un altro fumetto, un prequel alle vicende del film e ambientato non troppo tempo ad esso precedente, è Prince of Persia: Before the sandstorm, edito nel mese di aprile 2010 dalla Disney Press e realizzato da Jordan Mechner e Todd McFarlane. Sono stati editi inoltre diversi concept book dei personaggi dei videogiochi, tra cui Prince of Persia: Stories And Secrets, una sorta di prequel al titolo Prince of Persia narrato come una fiaba, in cui si tratta del passato del Cacciatore.